# Mount Pleasant, Pennsylvania
Mount Pleasant là một thị trấn thuộc quận Westmoreland, tiểu bang Pennsylvania, Hoa Kỳ. Năm 2010, dân số của thị trấn này là 4454 người.